# Dictyssa mutata
Dictyssa mutata är en insektsart som beskrevs av Melichar 1906. Dictyssa mutata ingår i släktet Dictyssa och familjen sköldstritar. Inga underarter finns listade i Catalogue of Life.